# Juho Sunila

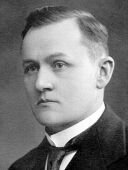
Juho Sunila

Juho Emil Sunila (* 16. August 1875 in Liminka als Johan Emil Sunila; † 2. Oktober 1936 in Helsinki) war ein finnischer Politiker und Ministerpräsident.

## Politische Laufbahn

### Abgeordneter und Landwirtschaftsminister
Sunila war Verwaltungsdirektor der Landwirtschaftsbehörde. Er begann seine politische Laufbahn 1922 mit der Wahl zum Abgeordneten des finnischen Parlamentes. Dort vertrat er bis zu seinem Tod die Interessen des Landbundes (ML). Während der folgenden Jahre wurde er neben dem damaligen Minister- und späteren Staatspräsidenten Kyösti Kallio zu einem der führenden Politiker des Landbundes.
Von November 1922 bis Januar 1924 sowie von März 1925 bis Dezember 1926 war er Landwirtschaftsminister in den Kabinetten von Kallio und Antti Tulenheimo. Durch die Unterstützung des damaligen Präsidenten und früheren Gouverneurs der landwirtschaftlich geprägten Provinz Wiborg, Lauri Kristian Relander, förderte er die Produktivität der Landwirtschaft durch Effektivität anstatt durch eine Ausweitung der landwirtschaftlichen Nutzflächen.
1930 war er für kurze Zeit Präsident des Reichstages.

### Zweimaliger Ministerpräsident
Sunila war erstmals vom 17. Dezember 1927 bis zum 22. Dezember 1928 Ministerpräsident einer nur aus Ministern des Landbundes bestehenden Kabinetts.
Vom 21. März 1931 bis zum 14. Dezember 1932 war er zum zweiten Mal Ministerpräsident. Dieser „großen Koalition“ gehörten neben Ministern des Landbundes auch Politiker der Nationalen Sammlungspartei (KOK), der Nationalen Fortschrittspartei (KEP) und der Schwedischen Volkspartei (SFP) an. Die Sozialdemokratische Partei Finnlands (SDP) war aufgrund des Erstarkens der rechtsextremistischen Lapua-Bewegung von einer Regierungsbeteiligung ausgeschlossen.

## Biographische Quellen und Hintergrundinformationen
- Biographische Notizen auf der Homepage der Finnischen Regierung
- Ministerliste des Kabinetts 1927–1928
- Ministerliste des Kabinetts 1931–1932
- Finnische Geschichte in Briefmarken: Zwischen den Kriegen (1919–1939)